# Rumba
La rumba es un género de música tradicional que se originó en Cuba durante el siglo XIX. De raíces africanas, la rumba cubana es considerada la madre de numerosos ritmos y bailes latinos, como la salsa, y tiene derivaciones en diversos países de América Latina. En noviembre de 2016 la Unesco inscribió a La rumba cubana, mezcla festiva de baile y música, y todas las prácticas culturales inherentes como integrante de la Lista Representativa del Patrimonio Cultural Inmaterial de la Humanidad.
Se baila en pareja o solo. Los bailadores bailan al ritmo de la clave. Producen patrones rítmicos con sus movimientos de caderas y pelvis, que uno de los tambores reproduce en su percusión.
Todos los instrumentos musicales que se usan en la rumba cubana son de percusión. Los principales son tres tambores llamados tumbadoras. La melodía en la rumba cubana la llevan los cantantes. En Cuba se conoce como rumba tanto una familia de ritmos musicales como a un estilo de danza. Hay tres tipos de rumba: el yambú y la columbia, de Matanzas, y el guaguancó, de La Habana.
La instrumentación para la rumba incluye tres tumbadoras (la tumbadora o Congas es un tambor inventado en Cuba que, a diferencia de los africanos, tiene llaves). Dos de los tambores, (la tumbadora prima y el segundo o tres) marcan el ritmo básico; la tercera tumbadora, llamada quinto, que se afina más alto, da los golpes improvisados, los floreos dirigidos a los bailarines.

## Técnica del baile
La rumba se puede bailar de variadas formas según el estilo del rumbero.
En el caso del guaguancó, se baila en una posición de piernas semi flectadas, espalda gacha y alternando los brazos y piernas según el pie que moveremos de forma natural. Ejemplo: Si movemos el pie derecho, moveremos el brazo izquierdo, para luego sacar el izquierdo y mover el brazo derecho.
El paso básico consta del movimiento de pelvis y cadera en forma de 8, lo que crea una "ilusión de rebote" al estar moviendo el cuerpo completo (brazos, pies, caderas/pelvis y hombros). Este es el mal llamado "muelleo" (técnica obsoleta para muchos, ya que no es práctica en un baile real).
En el caso de la Columbia, el paso básico es el mismo. Se bailará de una manera más erguida y menos "coqueta" pero debido a que es un estilo que desea mostrar elegancia y destreza ,los movimientos a ratos serán lentos , y en otras excesivamente rápidos jugando así con los tiempos y el asombro de quien observe. En ocasiones se utilizan cuchillos o machetes para demostrar hombría/virilidad/proeza/destreza o utensilios  de "obstáculos"en el piso como botellas.
En yambú, por lo general existe poco movimiento...

## Rumba ballroom
El estilo moderno internacional de la danza de la rumba proviene de estudios realizados por el profesor de baile Monsieur Pierre (Pierre-Zurcher Margolle), quien se asoció con Doris Lavelle.
Pierre, después de Londres, visitó Cuba en 1947, 1951 y 1953 a averiguar cómo y por qué los cubanos bailaban en ese momento.
La internacional rumba ballroom es un baile lento, de alrededor de 120 latidos por minuto, lo que corresponde, tanto en la música como en la danza, a lo que los cubanos de la generación anterior llamaban bolero son. Es fácil ver por qué, para facilitar su consulta y para la comercialización, la rumba es un nombre mejor, sin embargo inexacto; es el mismo tipo de razón que llevó más tarde a la utilización de la salsa como un término general para la música popular de origen cubano.
Todos los bailes sociales en Cuba implican un hip-sway sobre la pierna de apoyo y, aunque esto es apenas perceptible en salsa rápida, es más pronunciado en la lenta rumba ballroom. Este estilo es auténtico, como es el uso de los brazos libres en varias figuras. Las figuras básicas se derivan de movimientos de baile observados en La Habana en el período pre-revolucionario, y han desarrollado su propia vida desde entonces. Las figuras en una competencia suelen ser complejas, y aquí es donde la competencia de baile se separa de la danza social. Los detalles pueden conseguirse en los programas de las organizaciones de enseñanza de la danza y de textos estándar.

## La rumba en España
Las variedades de rumba en España, llamadas Rumba flamenca, Rumba catalana y Rumba gallega, son las rumbas originales y han adquirido entidad propia como género musical.

## La rumba en Argentina
La rumba llegó a Argentina en la época del esplendor de la música tropical de los años 1960. Varios sectores escuchaban esta música, y en la comunidad que más fuerte impactó fue en los afroargentinos del tronco colonial del Gran Buenos Aires, en especial en los del Partido de la Matanza. En esto también tuvo que ver el hecho de que algunos músicos cubanos de "música tropical" se quedaron a vivir en el Gran Buenos Aires. Con el paso del tiempo, la rumba cubana se "afroargentinizó", influida especialmente por el candombe porteño, y evolucionó en su toque y pasó a ser llamada rumba abierta. El grupo musical más reconocido de este subgénero de la rumba, la rumba abierta, es La Familia Rumba Nuestra. Cabe recalcar que, a partir del gusto por la rumba abierta y la rumba cubana, esta comunidad de afroargentinos desarrolló un gusto muy especial por la salsa; en especial este género agrada a los afroargentinos del Partido de la Matanza (Provincia de Buenos Aires, Argentina).